# John Wilson (rugby à XIII)
Pour les articles homonymes, voir John Wilson et Wilson.

a Compétitions nationales et continentales officielles uniquement.

b Matchs officiels uniquement.
John Wilson est un ancien joueur de rugby australien. Il a notamment joué pour les Dragons Catalans durant trois saisons, où il a été finaliste de la Challenge Cup en 2007. Il a participé à la coupe du monde de rugby à XIII 2008 en Australie.

## Palmarès
- 2007 : Finaliste de la Challenge Cup avec les Dragons Catalans.

## Distinctions personnelles
- 2008 : Participation à la coupe du monde de rugby à XIII avec l'équipe de France.

## Anciens clubs
- Avant 2005 :
- Saison 2005 : Wests Tigers
- Saison 2006 : Dragons Catalans
- Saison 2007 : Dragons Catalans
- Saison 2008 : Dragons Catalans